# Murphy Inlet
Das Murphy Inlet ist eine 29 km lange und vereiste Bucht mit zwei parallelen Seitenarmen am Kopfende im Norden der Thurston-Insel vor der Eights-Küste des westantarktischen Ellsworthlands. Sie liegt zwischen der Noville- und der Edwards-Halbinsel. Der Warr-Gletscher fließt in nördlicher Richtung in den südwestlichen Seitenarm des Murphy Inlet.
Die Position der Bucht wurde anhand von Luftaufnahmen der United States Navy vom Dezember 1946 bei der Operation Highjump (1946–1947) bestimmt. Das Advisory Committee on Antarctic Names benannte sie 1960 nach Charles John Vincent Murphy (1904–1987), Assistent des US-amerikanischen Polarforschers Richard Evelyn Byrd zur Aufbereitung der Ergebnisse der Byrd Antarctic Expedition (1928–1930) und Mitglied von Byrds zweiter Antarktisexpedition (1933–1935).